# Гумениці (Свентокшиське воєводство)
Гумениці (пол. Gumienice) — село в Польщі, у гміні Пежхниця Келецького повіту Свентокшиського воєводства.
Населення — 463 особи (2011).
У 1975-1998 роках село належало до Келецького воєводства.

## Демографія
Демографічна структура на день 31 березня 2011 року:
|          | Загалом | Допрацездатний вік | Працездатний вік | Постпрацездатний вік |
| -------- | ------- | ------------------ | ---------------- | -------------------- |
| Чоловіки | 237     | 60                 | 153              | 24                   |
| Жінки    | 226     | 56                 | 125              | 45                   |
| Разом    | 463     | 116                | 278              | 69                   |